# Radu Berceanu
Radu Mircea Berceanu (n. 5 martie 1953, Râmnicu Vâlcea, Vâlcea, România) este un politician român, membru al Camerei Deputaților între 1990 și 2004, senator în legislatura 2004-2008 ales în județul Dolj pe listele Partidului Democrat și în legislatura 2008-2012 ales în același județ din partea Partidului Democrat-Liberal. De asemenea, Radu Berceanu a făcut parte din guvernele Călin Popescu-Tăriceanu și Boc II, fiind Ministru al Transporturilor. Radu Berceanu a fost decorat în anul 2000 de către președintele Franței, Jacques Chirac, cu „Ordinul Național de Merit” în grad de Cavaler.

## Activitatea parlamentară
În legislatura 1990-1992, deputatul Radu Berceanu a fost membru în grupurile parlamentare de prietenie cu Republica Populară Chineză, Republica Libaneză, Statul Israel și Republica Coreea. Radu Berceanu a fost membru în comisia economică.
În legislatura 1992-1996, deputatul Radu Berceanu a înregistrat 87 luări de cuvânt în 14 ședințe parlamentare. 
În legislatura 1996-2000, deputatul Radu Berceanu a înregistrat 179 luări de cuvânt în 40 de ședințe parlamentare. În legislatura 1996-2000, Radu Berceanu a fost membru în grupurile parlamentare de prietenie cu Republica Cipru și Regatul Spaniei.
În legislatura 2000-2004, deputatul Radu Berceanu a fost membru în grupurile parlamentare de prietenie cu Republica Populară Chineză și Regatul Thailanda.
În legislatura 2004-2008, Radu Berceanu a fost ales senator pe listele PD. Senatorul Radu Berceanu a fost membru în grupurile parlamentare de prietenie cu Republica Franceză-Senat, Regatul Thailanda și Republica Estonia. Senatorul Radu Berceanu a înregistrat 742 luări de cuvânt în 100 de ședințe parlamentare. Senatorul Radu Berceanu a fost membru în următoarele comisii:
- Comisia pentru privatizare și administrarea activelor statului (din feb. 2007)
- Comisia specială pentru modificarea și completarea Regulamentului Senatului (până în sep. 2006) - Președinte
- Comisia pentru buget, finanțe, activitate bancară și piață de capital (oct. 2005 - iun. 2006)
- Comisia pentru egalitatea de șanse (până în oct. 2005)

În legislatura 2008-2012, Radu Berceanu a fost ales senator pe listele PD-L și a fost membru în grupul parlamentar de prietenie cu Republica Macedonia. Senatorul Radu Berceanu a inițiat 9 propuneri legislative din care 4 au fost promulgate legi.

## Activități externe
- Membru titular al delegației române la APCE
- Membru al Comisiei pentru afaceri politice a APCE
- Membru al Comisiei pentru afaceri economice și dezvoltare a APCE
- Membru al Comisiei pentru cultură, știință și educație a APCE

## Controverse
În anul 1998, conform ziarului Ziua, a fost implicat în scandalul „Sun oil”, firmă care avea ca furnizor rafinăria Petrobrazi, deținută de Petrom, companie aflată la rândul ei în subordinea Ministerului Industriilor, condus la acea vreme de Radu Berceanu.
În afacere a fost implicat și Corneliu Ruse, liderul PD Prahova la acel moment.
În iulie 2009, revista Săptămâna financiară afirma că firma AVI, patronată de Berceanu, furnizează diverse produse unor companii mari care, la rândul lor fac afaceri cu statul.
Mai exact cu Metrorex și CFR, societăți aflate în subordinea Ministerului Transporturilor.
În 13 noiembrie 2009, ziariștii de la Academia Cațavencu au surprins o întâlnire între Radu Berceanu, pe atunci Ministru al Transporturilor, și Bogdan Buzăianu, omul de afaceri care deține compania Buzmann Industries - cel mai deștept "băiat deștept" al afacerilor cu energie.
Întâlnirea dintre Buzăianu și Berceanu a avut loc în limuzina de serviciu a lui Berceanu.
La patru zile de la această întâlnire, pe 17 noiembrie, o companie din subordinea Ministerului Transporturilor a atribuit un contract de 26,8 milioane de lei (6,35 milioane de euro) pentru furnizare de energie electrică unei firme care a fost asociată cu numele lui Bogdan Buzăianu.
În iunie 2010, deputatul Gelu Vișan (PDL) a afirmat că firma de construcții Telcond, din județul Dolj, la care au fost acționari fii lui Berceanu, a câștigat „preferențial” în ultimii ani contracte cu primării și instituții conduse de membri PDL.
Firmele in care figureaza ca actionar, direct sau indirect (printr-o alta firma), cel putin unul dintre membrii familiei Berceanu sunt AVI SRL, Parky SRL, Vaber Invest Group SRL, La Birotique & CO SRL, Piscine Solara SRL si R.M.C. SRL.
Cea mai importantă dintre firmele lui Radu Berceanu este AVI SRL, o societate înființată în 1994 și al cărei profit a crescut de 20 de ori la scurt timp după ce Berceanu a ajuns ministrul industriei și comerțului.